# Ядро на Фейер
В хармоничния анализ ядрото на Фейер се използва за изразяването на редове на Фурие като суми на Чезаро. То е положително сумиращо ядро, което се задава с формулата
{\displaystyle {\mathcal {K}}_{N}(t)={\frac {1}{N}}\sum _{n=0}^{N-1}D_{n}(t),}
където {\displaystyle D_{n}(t)} е n-тото ядро на Дирихле. Може да се запише и във вида
{\displaystyle {\mathcal {K}}_{N}(t)={\frac {1}{N}}\left({\frac {\sin {\frac {Nt}{2}}}{\sin {\frac {t}{2}}}}\right)^{2}}.
или
{\displaystyle {\mathcal {K}}_{N}(t)=\sum _{j=-N}^{N}(1-{\frac {|j|}{N+1}})e^{ijt}}
Наречено е на унгарския математик Липот Фейер (1880–1959).

### Приложение
Нека да означим
{\displaystyle \sigma _{n}(f,t)={\mathcal {K}}_{n}\ast f}.
С помощта на ядрото на Фейер се доказват следните твърдения за сходимостта на {\displaystyle \sigma _{n}(f,t)}.
- Ако f е непрекъсната в затворения интервал I, то {\displaystyle \sigma _{n}(f,t)} клони равномерно към f в I.

- Ако f е непрекъсната в x и редът на Фурие S(f) е сходящ в x, то сумата му е f(x).